# 锡斯泰勒
锡斯泰勒（法語：Sistels，法語發音：[sistɛl]）是法国奧克西塔尼大區塔恩-加龙省的一个市镇，属于卡斯泰尔萨拉桑区。

## 地理
锡斯泰勒（44°3'37"N, 0°47'1"E）面积13.57 平方千米，位于法国奧克西塔尼大區塔恩-加龙省，该省份为法国西南部内陆省份，北起顺时针与洛特省、阿韦龙省、塔恩省、上加龙省、热尔省和洛特-加龙省接壤。
与锡斯泰勒接壤的市镇（或旧市镇、城区）包括：弗拉马朗、然布雷德、米拉杜、圣安托万、栋扎克、迪讷、圣西里斯。

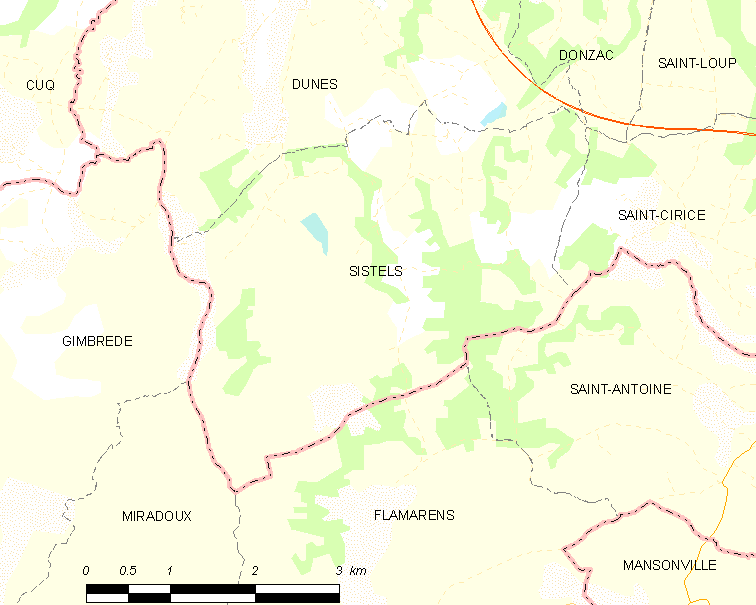
锡斯泰勒的OSM定位图

锡斯泰勒的时区为UTC+01:00、UTC+02:00（夏令时）。

## 行政
锡斯泰勒的邮政编码为82340，INSEE市镇编码为82181。

## 政治
锡斯泰勒所属的省级选区为加龙-洛马涅-布吕尤瓦县。

## 人口

1962-2008年间锡斯泰勒人口变化图示

锡斯泰勒于2022年1月1日时的人口数量为206人。